# Happy Days (Catherine Wheel)
Happy Days è il terzo album realizzato dal gruppo rock Inglese dei Catherine Wheel. Uscito nel 1995, è stato prodotto da Gil Norton come il precedente Chrome, ma rispetto ad esso risente maggiormente dell'influenza del grunge e dell'hard rock. Dal suono della band non sono comunque scomparsi gli elementi di shoegaze come si può sentire nelle tracce "Heal" e "Eat My Dust You Insensitive Fuck".
"Judy Staring at the Sun" vanta la partecipazione di Tanya Donelly. Nel singolo la Donelly canta il ritornello e la seconda strofa, ma nell'album la sua voce appare solo nel ritornello mentre tutte le strofe sono cantate da Rob Dickinson. La canzone ha raggiunto la posizione 22 nella Billboard Modern Rock Tracks chart, mentre il secondo singolo "Waydown" riuscì a piazzarsi alla posizione 15 nella Modern Rock chart e alla numero 24 sulla Mainstream Rock Tracks chart.
L'album invece raggiunse il quinto posto nella Billboard Top Heatseekers chart, e per la prima volta nella storia della band riuscì anche ad entrare nella Billboard 200, arrivando alla posizione 163.

## Tracce
1. God Inside My Head  – 3:52
2. Waydown  – 3:14
3. Little Muscle  – 3:04
4. Heal  – 6:13
5. Empty Head  – 3:12
6. Receive  – 3:35
7. My Exhibition  – 2:27
8. Eat My Dust You Insensitive Fuck  – 8:06
9. Shocking  – 3:58
10. Love Tips Up – 3:55
11. Judy Staring at the Sun  – 3:56
12. Hole  – 3:49
13. Fizzy Love  – 3:34
14. Glitter - 4:10 (Còsi em Vinil)
15. Kill My Soul  – 5:10

## Formazione
- Rob Dickinson - voce e chitarra
- Brian Futter - chitarra
- Dave Hawes - basso
- Neil Sims - batteria

## Altri musicisti
- Tanya Donelly — cantante
- Tim Friese-Greene — organo, tastiere
- Audrey Riley — strumenti ad archi, violoncello
- Mark Feltham — armonica a bocca

## Singoli
- Waydown
- Judy staring at the sun
- Little Muscle